# Granat RGO-88
RGO-88 – polski granat obronny produkowany przez Zakłady Metalowe „Dezamet” w Nowej Dębie.

## Historia
W II połowie lat osiemdziesiątych XX w. rozpoczęto w Polsce prace nad nowym granatem obronnym – następcą granatu F-1. Nowy granat miał mieć przy podobnej masie znacznie większą skuteczność. Cel ten osiągnięto poprzez wyposażenie go w korpus wykonany z tworzywa sztucznego. Wewnątrz korpusu zatopiono stalowe kulki stanowiące elementy rażące. W porównaniu z granatem F-1 udało się osiągnąć trzykrotnie większą skuteczność w polu rażenia przy mniejszej masie.
Dużą zaletą związaną z użyciem prefabrykowanych elementów rażących jest zapewnienie całkowitego bezpieczeństwa rzucającemu (zasięg rażenia jest mniejszy niż zasięg rzutu).
Granat RGO jest produkowany przez Zakłady Metalowe Dezamet w Nowej Dębie i znajduje się na uzbrojeniu Sił Zbrojnych Rzeczypospolitej Polskiej.

## Opis konstrukcji
Granat RGO jest granatem obronnym. Głównym elementem jest korpus wykonany z tworzywa sztucznego, z wtopionymi kulkami stalowymi. Wewnątrz korpusu znajduje się materiał wybuchowy, heksogen. Korpus od zewnątrz jest osłonięty płaszczem z cienkiej blachy stalowej. W górnej części korpusu znajduje się gniazdo zapalnika UZGR lub UZRGM.
Granaty pakowane są w skrzynki drewniane po 20 sztuk w skrzynce o wymiarach 517 × 305 × 150 i masie 16 kg, a zapalniki do nich po 10 sztuk w pudełkach metalowych, hermetycznie zamkniętych.